# Colite
Per colite, in campo medico, si intende una infiammazione che colpisce il colon, ovvero il secondo tratto dell'intestino crasso.
Il termine dovrebbe essere limitato alle affezioni specifiche del colon, ma in passato, col nome colite spastica si indicava una serie più ampia di disturbi (ad esempio la sindrome dell'intestino irritabile o la malattia di Crohn). Tuttavia vi è ancora confusione sull'uso del termine, che spesso viene usato in maniera generica, oppure per indicare condizioni nelle quali l'eziologia dell'infiammazione non è stata ancora determinata.

## Segni e sintomi
I sintomi possono essere molteplici, tra cui dolore addominale, talvolta attenuato dalla defecazione, o variazione di consistenza delle feci.
Tra i sintomi intestinali associati ricordiamo l'alitosi, la sensazione di bruciore in bocca o in gola, il sapore sgradevole di amaro e la difficoltà nella deglutizione (tutti sintomi normalmente legati alla pressione esercitata dell'intestino contro lo stomaco con la conseguente fuoriuscita verso l'esofago dei succhi gastrici), la nausea, il vomito, il senso di sazietà precoce, il mal di stomaco, i borborigmi intestinali, e infine i dolori all'ano e al perineo. 
La condizione, inoltre, presenta spesso molti sintomi non intestinali ma legati all'apparato urinario, a quello ginecologico (nelle donne) e a dolori generalizzati. Si riscontra l'urgenza di urinare, spesso accompagnata da necessità di farlo durante la notte (nicturia) o da un senso di incompleto e/o difficoltoso svuotamento della vescica, mentre tra i dolori generali vanno sicuramente ricordati la cefalea, i dolori muscolari e tendinei (sindrome fibromialgica), stanchezza cronica con sonnolenza, vertigini, senso di occlusione della glottide e neuro-dermatite.
Va infine ricordato che il quadro clinico sopra esposto porta spesso a una rapida perdita di peso.
In questa patologia la superficie del colon si presenta spesso irritata con eritema (ovvero, rossore), e sono quindi possibili ulcere (tipiche della colite ulcerosa) che possono sanguinare, con conseguente presenza di sangue nelle feci e sanguinamento rettale. Può anche presentarsi la dissenteria, sebbene alcune forme di colite siano caratterizzate da costipazione e feci apparentemente normali.

## Diagnosi
Tra i più comuni accertamenti diagnostici vi sono immagini a raggi X del colon, ricerca di sangue e pus nelle feci, sigmoidoscopia e colonscopia. Fra gli altri test diagnostici vi sono colture delle feci e analisi del sangue. Un tipico indizio in casi di colite acuta è l'alto tasso di sedimentazione degli eritrociti (VES, in inglese ESR, per erythrocyte sedimentation rate).
È utile tuttavia ricordare che esistono anche altre patologie in grado di simulare la sindrome del colon irritabile. Tra queste si ricordano alcune malattie organiche dell'apparato gastroenterico (tumori, malattia diverticolare, celiachia, malattia di Crohn, colite ulcerosa, calcolosi biliare e sindrome post-colecistectomia) e altre malattie endocrine non gastrointestinali (endocrine, neurologiche del connettivo).

## Alimentazione
Alcuni alimenti possono acuire i sintomi:
- alcol
- caffeina
- bevande gassate
- latticini (nei casi d'intolleranza al lattosio)
- fagioli, piselli, fave e in generale legumi secchi
- frutta secca, di bosco, con polpa o semi
- cibi contenenti zolfo o solfati
- cibi con molta fibra, inclusi i prodotti in grano integrale
- salse piccanti, pepe
- noci e frutta secca, gli oli e i burri che se ne estraggono
- popcorn
- prodotti contenenti sorbitolo (gomme e caramelle senza zucchero)
- verdure crude
- zucchero bianco raffinato
- semi
- cibi piccanti e speziati
- cioccolata

## Tipi
Tra i vari tipi di colite vi sono la colite ulcerosa (UC), quella di Crohn, l'ischemica, la colite infettiva, fulminante, chimica, microscopica, linfocitica e atipica.
Un sottotipo molto noto di colite infettiva è la colite pseudomembranosa, che, quasi sempre, deriva dall'infezione del clostridioides difficile, notoriamente tossico.
Anche alcune infezioni da parte di parassiti possono causare colite. La colite che presenta il corso clinico più rapido e allarmante è nota invece come colite fulminante; oltre alla dissenteria, alla febbre e all'anemia riscontrate nella colite, il paziente presenta gravi dolori addominali e un quadro clinico simile a quello della setticemia, quando è presente uno shock. Approssimativamente la metà dei pazienti in queste condizioni necessita di un intervento chirurgico.
Un particolare tipo di enterocolite scatenata dalle allergie alimentari è l'enterocolite indotta dalle proteine alimentari o FPIES che è l'acronimo di food protein-induced enterocolitis syndrome.

## Trattamento
Il trattamento della colite può prevedere la somministrazione di antibiotici e antinfiammatori non steroidei (FANS) come la mesalazina (Asacol) o i suoi derivati; azatioprina o simili immunosoppressori; steroidi come il prednisolone e il prednisone; uno o alcuni dei numerosi medicinali che alleviano l'infiammazione e il dolore (butilscopolamina). Dal momento che si tratta di una condizione cronica, la colite richiede un trattamento palliativo, più che una cura.
Alla chirurgia si ricorre soltanto quando il paziente soffre di infiammazioni regolari o permanenti, specialmente in caso di colite fulminante. L'intervento consiste solitamente nella rimozione del colon e nella creazione di una sorta di "sacca" ricavata da parte dell'intestino tenue, che con il tempo assumerà poi le caratteristiche del colon.
Alcuni studi hanno riscontrato una possibile correlazione tra la colite e l'intolleranza al latte (latte di vacca, caseina, latte a lunga conservazione), suggerendo quindi di eliminare tali prodotti dalla dieta.